# 唐澤玄蕃
唐澤玄蕃（生卒年不詳）是信濃國澤渡出身的忍者。武田氏家臣，後來成為真田氏家臣。幼名於猿。妻子是割田重勝的女兒。
父親唐澤杢之助本來仕於齋藤憲廣，但是在永祿6年（1563年）投向武田家。永祿8年（1565年），杢之助在上野國嵩山城的攻防戰被討死，翌年武田信玄向於猿送出感謝狀。
繼承唐澤家的玄蕃因為高超的技法而被稱為「飛六法」、「忍者名人」。擅長跳躍術和火藥術，在天正元年（1573年）侵入上野國尻高城進行火攻。
在長篠之戰中亦有參戰，於武田家滅亡後仕於真田昌幸，在小田原征伐中從軍。在關原之戰以後仕於昌幸的兒子信之。

## 逸話
- 在武田與北條鬥爭時，玄蕃侵入上杉方的中山城並盗走金色的馬鎧。以後受到信玄注意而令名聲變得響亮，更遭到敵人狙擊（相似的故事亦在同是真田忍者的割田重勝身上出現）。